# Tetsuya Tsuchida
Tetsuya Tsuchida (japanisch 土田 哲也 Tsuchida Tetsuya; * 24. April 1972 in Kanazawa) ist ein ehemaliger japanischer Fußballspieler.

## Karriere
Tsuchida erlernte das Fußballspielen in der Universitätsmannschaft der Universität Tsukuba. Tsuchida begann seine Karriere 1996 beim Zweitligisten Consadole Sapporo. 1997 feierte er mit dem Verein die Zweitligameisterschaft und den Aufstieg in die erste Liga. 1997 beendete er seine Karriere als Fußballspieler.